# اندیس تنب بزرگ ۱
تنب بزرگ ۱ یک اندیس مصالح ساختمانی است که در  استان هرمزگان قرار دارد و مادهٔ معدنی موجود در آن، سنگ آهک است.  